# Чеа Сот
Чеа Сот (кхмер. ជា សុទ្) — камбоджийский политик, министр планирования Камбоджи (1982—1993). Депутат Национального Собрания Камбоджи от провинции Прейвэнг (2003—2012), член Народной партии Камбоджи (до 1991 года — Народно-революционной партии Кампучии). Был избран представителем провинции Прейвэнг в Национальной ассамблее Камбоджи в 2003 году. Он был министром планирования с 1982 по 1993 год. Родился 3 марта 1928 года в провинции Прейвэнг. Умер 21 января 2012 года в Пномпене в возрасте 83 лет.